# Office universitaire de recherche socialiste
 (mars 2018).
L'Office universitaire de recherche socialiste (OURS), fondé en 1969 par Guy Mollet, est un centre de recherches théoriques et historiques, non seulement sur le socialisme, mais encore sur tous les problèmes humains de notre temps. Il s'appuie sur :
- une bibliothèque et un centre d'archives ;
- des publications régulières ;
- des réunions à son siège, ouvertes aux membres de l'association ;
- des colloques et manifestations annuels ouverts au public, organisées en partenariat avec d'autres structures de recherche.

## Objets d'étude
Il se fixe comme objet, dans une optique et une démarche humaniste et laïque, la recherche, l'étude, l'information, la publication, l'édition, la diffusion de tout ce qui concerne les problèmes de l'homme et de sa société, aux points de vue politique, social, économique, culturel, historique...
Ni parti politique ni courant de pensée, l'OURS s'interdit de prendre position sur les questions d'actualité et de stratégie politiques, qui ne sont pas de sa compétence.

## Présidents
Association régie par la loi de 1901, l'Office, fondé en 1969 par Guy Mollet, a été successivement présidé par Guy Mollet (1969-1975), Jacques Piette (1975-1978), Adrien Spinetta (1978-1990), Claude Fuzier (1990-1997), Pierre Guidoni (1997-2000). Alain Bergounioux est l'actuel président de l'Office. Denis Lefebvre secrétaire général, Frédéric Cépède secrétaire de rédaction des publications.

## Activités éditoriales
Depuis 1969, l'OURS publie 10 fois par an un journal de critique littéraire, culturelle et artistique et, depuis 1997 une revue (trimestrielle à ses débuts, actuellement semestrielle), Recherche socialiste. Cette revue est organisée autour de dossiers. Parmi les derniers thèmes traités : « La guerre de 14 des socialistes », « De la morale », « Sport et socialisme », « le travail globalisé », « Les socialistes face à l'extrême droite en France et en Europe, XIXe – XXIe siècle ». Une cinquantaine de personnes (universitaires ou non, français et étrangers) participent aux travaux de l'Office.

## Publications
Depuis 2006, l'OURS a publié des ouvrages individuels ou collectifs :
- Cent ans de socialisme, les socialistes et la France. Actes du colloque du centenaire du PS (2006).
- Noëlline Castagnez et Gilles Morin (dir.), Socialistes et radicaux. Querelles de famille (2008).
- Sabine Prin, Les Socialistes et la résistance en Loire-Inférieure (2008).
- Florys Castan Vicente, Marie-Thérèse Eyquem. Du sport à la politique, parcours d'une féministe, prix Maitron 2008 (2009).
- Jacques Pommatau, Au temps de la force tranquille... La Fédération de l'Éducation nationale et la gauche au pouvoir (2011).
- Josué Gimmel, Metaleurop, mémoire ouvrière, mémoires d'ouvriers, prix Maitron 2009 (2011)
- Freddy Martin Rosset, L'Itinéraire politique drômois de Marius Moutet. Il était une fois 5 000 paysans idéalistes (2012).
- François Caillaud, Acteurs du changement. 44 portraits de militants (2014).
- Alain Bergounioux (dir.), Léon Blum, notre contemporain (2016).
- Guy Putfin, Syndicalisme et culture. Itinéraire culturel dans la Forteresse enseignante (2016).
- Noëlline Castagnez, Frédéric Cépède, Gilles Morin et Anne-Laure Ollivier, Les socialistes français à l'heure de la Libération : perspectives française et européenne, 1943-1947, Paris, Office universitaire de recherche socialiste, 2016, 328 p. (ISBN 978-2-911518-08-9, présentation en ligne).